# Episodi di Crescere, che fatica! (settima stagione)
La settima stagione della serie televisiva Crescere, che fatica! è stata trasmessa in anteprima negli Stati Uniti d'America dalla ABC tra il 24 settembre 1999 e il 5 maggio 2000.
| nº | Titolo originale                           | Titolo italiano | Prima TV USA      | Prima TV Italia |
| -- | ------------------------------------------ | --------------- | ----------------- | --------------- |
| 1  | Show Me the Love                           |                 | 24 settembre 1999 |                 |
| 2  | For Love and Apartments                    |                 | 1º ottobre 1999   |                 |
| 3  | Angela's Men                               |                 | 8 ottobre 1999    |                 |
| 4  | No Such Thing as a Sure Thing              |                 | 15 ottobre 1999   |                 |
| 5  | You Light Up My Union                      |                 | 22 ottobre 1999   |                 |
| 6  | They're Killing Us                         |                 | 29 ottobre 1999   |                 |
| 7  | It's About Time                            |                 | 5 novembre 1999   |                 |
| 8  | The Honeymooners                           |                 | 12 novembre 1999  |                 |
| 9  | The Honeymoon Is Over                      |                 | 19 novembre 1999  |                 |
| 10 | Pickett Fences                             |                 | 21 novembre 1999  |                 |
| 11 | What a Drag!                               |                 | 3 dicembre 1999   |                 |
| 12 | Family Trees                               |                 | 17 dicembre 1999  |                 |
| 13 | The Provider                               |                 | 7 gennaio 2000    |                 |
| 14 | I'm Gonna Be Like You, Dad                 |                 | 28 gennaio 2000   |                 |
| 15 | The War                                    |                 | 11 febbraio 2000  |                 |
| 16 | Seven the Hard Way                         |                 | 11 febbraio 2000  |                 |
| 17 | She's Having My Baby Back Ribs             |                 | 3 marzo 2000      |                 |
| 18 | How Cory and Topanga Got Their Groove Back |                 | 17 marzo 2000     |                 |
| 19 | Brotherly Shove                            |                 | 31 marzo 2000     |                 |
| 20 | As Time Goes By                            |                 | 7 aprile 2000     |                 |
| 21 | Angela's Ashes                             |                 | 28 aprile 2000    |                 |
| 22 | Brave New World (Part 1)                   |                 | 5 maggio 2000     |                 |
| 23 | Brave New World (Part 2)                   |                 | 5 maggio 2000     |                 |